# Neutralité irlandaise pendant la Seconde Guerre mondiale
 (avril 2020).
Si vous disposez d'ouvrages ou d'articles de référence ou si vous connaissez des sites web de qualité traitant du thème abordé ici, merci de compléter l'article en donnant les références utiles à sa vérifiabilité et en les liant à la section « Notes et références ».

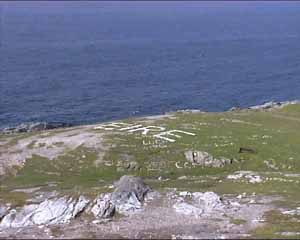
Marquages indiquant aux avions militaires l'Irlande (en irlandais, "Éire")

La politique de neutralité irlandaise pendant la Seconde Guerre mondiale est adoptée par les Oireachtas lors du déclenchement de la guerre en Europe. Elle est maintenue tout au long du conflit, malgré plusieurs raids aériens allemands pendant la bataille d'Angleterre, par des avions qui ont raté leurs cibles, et les attaques contre la flotte de navigation irlandaise par les Alliés et les Allemands durant la bataille de l'Atlantique. De Valera s'est abstenu de rejoindre les puissances alliées ou de l'Axe. Alors que les possibilités d'une invasion allemande mais aussi britannique sont discutées au Dáil, l'une ou l'autre éventualité étant envisagée, les préparatifs les plus détaillés sont faits en tandem avec les Alliés dans le cadre du plan W (en). Le parti au pouvoir de De Valera, Fianna Fáil, soutient sa politique neutre pendant la durée de la guerre.